# حسنی البوسعیدی
حسنی البوسعیدی (عربی: حسني عبيد خدوم البوسعيدي؛ زادهٔ ۵ ژوئن ۱۹۹۳) بازیکن فوتبال اهل عمان است.
وی همچنین در تیم ملی فوتبال عمان بازی کرده‌است.